# Bogdan Rath
Bogdan Rath (Bucarest, 28 giugno 1972) è un ex pallanuotista rumeno naturalizzato italiano.

## Biografia
Ha partecipato a due edizioni dei giochi olimpici con due calottine differenti, ad Atlanta 1996 per la squadra rumena e ad Atene 2004 con il settebello, avendo acquisito nel 1999 la cittadinanza italiana a seguito del matrimonio con Francesca Cristiana Conti, una delle colonne portanti del setterosa capace di vincere tutto a livello internazionale. Con la nazionale italiana vinse la medaglia d'argento ai giochi del mediterraneo 2005. È stato inoltre per tre volte vicecampione d'Italia. Nel 2011 ha giocato nel campionato estivo di Malta. Nel 2021 è rientrato brevemente in acqua con il Cus Unime Messina in Serie A2
Da allenatore, dopo aver lavorato in squadre di club maltesi, dal 2022 guida lo Steaua Bucarest, con cui nel 2023 conquista campionato rumeno e Coppa di Romania. Contemporaneamente diventa commissario tecnico della nazionale rumena.

## Statistiche

### Presenze e reti nei club
Statistiche parziali aggiornate al 7 novembre 2011
| Stagione               | Squadra                | Campionato             | Campionato | Campionato | Coppe nazionali | Coppe nazionali | Coppe nazionali | Coppe continentali | Coppe continentali | Coppe continentali | Totale | Totale |
| Stagione               | Squadra                | Comp                   | Pres       | Reti       | Comp            | Pres            | Reti            | Comp               | Pres               | Reti               | Pres   | Reti   |
| ---------------------- | ---------------------- | ---------------------- | ---------- | ---------- | --------------- | --------------- | --------------- | ------------------ | ------------------ | ------------------ | ------ | ------ |
| 1995-96                | Paguros Catania        | A1                     | -          | -          | -               | -               | -               | -                  | -                  | -                  | -      | -      |
| 1996-97                | Paguros Catania        | A1                     | -          | -          | -               | -               | -               | -                  | -                  | -                  | -      | -      |
| 1997-98                | Paguros Catania        | A1                     | -          | -          | -               | -               | -               | -                  | -                  | -                  | -      | -      |
| Totale Paguros Catania | Totale Paguros Catania | Totale Paguros Catania | ?          | ?          |                 | -               | -               |                    | -                  | -                  | ?      | ?      |
| 1998-99                | Posillipo              | A1                     | -          | -          | -               | -               | -               | -                  | -                  | -                  | -      | -      |
| 1999-00                | Posillipo              | A1                     | -          | -          | -               | -               | -               | -                  | -                  | -                  | -      | -      |
| 2000-01                | Posillipo              | A1                     | -          | -          | -               | -               | -               | -                  | -                  | -                  | -      | -      |
| 2001-02                | Posillipo              | A1                     | -          | -          | -               | -               | -               | -                  | -                  | -                  | -      | -      |
| 2002-03                | Posillipo              | A1                     | -          | -          | -               | -               | -               | -                  | -                  | -                  | -      | -      |
| Totale Posillipo       | Totale Posillipo       | Totale Posillipo       | ?          | ?          |                 | -               | -               |                    | -                  | -                  | ?      | ?      |
| 2003-04                | R.N. Savona            | A1                     | -          | -          | -               | -               | -               | -                  | -                  | -                  | -      | -      |
| 2004-05                | R.N. Savona            | A1                     | -          | -          | -               | -               | -               | -                  | -                  | -                  | -      | -      |
| 2005-06                | R.N. Savona            | A1                     | -          | -          | -               | -               | -               | -                  | -                  | -                  | -      | -      |
| Totale R.N. Savona     | Totale R.N. Savona     | Totale R.N. Savona     | ?          | ?          |                 | -               | -               |                    | -                  | -                  | ?      | ?      |
| 2006-07                | Brixia                 | A1                     | -          | -          | -               | -               | -               | -                  | -                  | -                  | -      | -      |
| 2007-08                | Brixia                 | A1                     | -          | -          | -               | -               | -               | -                  | -                  | -                  | -      | -      |
| 2008-09                | Brixia                 | A1                     | -          | -          | -               | -               | -               | -                  | -                  | -                  | -      | -      |
| 2009-10                | Brixia                 | A1                     | -          | -          | -               | -               | -               | -                  | -                  | -                  | -      | -      |
| 2010-11                | Brixia                 | A1                     | 9          | 11         | C.I.            | -               | -               | -                  | -                  | -                  | 9      | 11     |
| Totale Brixia          | Totale Brixia          | Totale Brixia          | ?          | ?          |                 | -               | -               |                    | -                  | -                  | ?      | ?      |
| 2011-12                | A1                     | 6                      | 6          | C.I.       | -               | -               | -               | -                  | -                  | 6                  | 6      |        |
| Totale carriera        | Totale carriera        | Totale carriera        | ?          | ?          |                 | -               | -               |                    | -                  | -                  | ?      | ?      |

## Palmarès

### Club
- Coppa delle Coppe: 1

Posillipo: 2002-03
- Coppe LEN: 1

R.N. Savona: 2004-05
- Campionato italiano: 3

Posillipo: 1999-00, 2000-01
R.N. Savona: 2004-05
- Campionato rumeno: 5

Steaua Bucarest: 1990-91, 1991-92, 1992-93, 1993-94, 1994-95
- Coppa di Romania maschile: 1

Steaua Bucarest: 1993-94

### Nazionale
- Argento ai campionati mondiali: 1

Italia: Barcellona 2003
- Argento nella World league: 1

Italia: New York 2003
- Argento ai campionati europei: 1

Italia: Budapest 2001